# Korduševci
Korduševci je naseljeno mjesto u Republici Hrvatskoj u sastavu općine Bukovlje u Brodsko-posavskoj županiji.

## Zemljopis
Korduševci se nalaze na obroncima Dilja, sjeverno od Bukovlje, susjedna naselja su Šušnjevci na jugu, Vrhovina na istoku te Ježevik na zapadu.

## Stanovništvo
Prema popisu stanovništva iz 2011. godine Korduševci su imali 161 stanovnika. 
| broj stanovnika | 136   | 142   | 137   | 187   | 221   | 244   | 267   | 315   | 157   | 313   | 272   | 226   | 200   | 174   | 160   | 161   | 153   |
|                 | 1857. | 1869. | 1880. | 1890. | 1900. | 1910. | 1921. | 1931. | 1948. | 1953. | 1961. | 1971. | 1981. | 1991. | 2001. | 2011. | 2021. |